# 阿兹马特加尔
阿兹马特加尔（Azmatgarh），是印度北方邦Azamgarh县的一个城镇。总人口11101（2001年）。

## 人口
该地2001年总人口11101人，其中男性5545人，女性5556人；0—6岁人口2313人，其中男1138人，女1175人；识字率42.04%，其中男性为52.50%，女性为31.61%。